# Joaquín Fernández Moreno
Joaquín Fernández Moreno (Huércal de Almería, Andalusia, 31 de maig de 1996), conegut simplement com a Joaquín, és un futbolista professional andalús que juga com a defensa central o migcampista pel Trabzonspor de la lliga turca.

## Carrera de club

### Almería
Joaquín va ingressar al planter de la UD Almería el 2010, a 16 anys, després que hagués començat a jugar a la UCD La Cañada Atlético. Va debutar com a sènior amb la UD Almería B la temporada 2012–13, a segona divisió B.
El 2 de desembre de 2013 Joaquín va marxar al Liverpool FC per entrenar-se. Va entrenar amb l'equip sub-18, però va retornar amb els Rojiblancos deu dies després.
El 14 d'octubre de 2015 Joaquín va debutar amb el primer equip, com a titular en una victòria a casa per 2–1 a la Copa del Rei contra el Gimnàstic de Tarragona. Va debutar a la segona divisió el 9 de gener de l'any següent, quan va entrar com a substitut en els darrers minuts en lloc d'Quique González en un empat 1–1 contra el CD Mirandés.
L'1 de desembre de 2016, després de ser titular indiscutible amb Fernando Soriano, Joaquín va renovar contracte fins al 2021, i fou definitivament promocionat al primer equip el següent gener. Al començament de la temporada 2018–19, fou nomenat capità.

### Valladolid
El 31 d'agost de 2018, Joaquín va signar contracte per cinc anys amb el Reial Valladolid, acabat d'ascendir a La Liga.

### Trabzonspor
El 30 de juny de 2023, Joaquín va marxar a l'estranger, en signar contracte amb el Trabzonspor de la Süper Lig turca.